# Зороківська сільська рада
Зороківська сільська рада — колишня адміністративно-територіальна одиниця та орган місцевого самоврядування у Черняхівському районі Волинської округи, Київської і Житомирської областей Української РСР та України з адміністративним центром у с. Зороків.

## Населені пункти
Сільській раді були підпорядковані населені пункти:
- с. Зороків
- с. Вишпіль
- с. Іванків

## Населення
Кількість населення ради, станом на 1923 рік, становила 2 326 осіб, кількість дворів — 472.
Відповідно до результатів перепису населення СРСР, кількість населення ради, станом на 12 січня 1989 року, становила 1 203 особи.
Станом на 5 грудня 2001 року, відповідно до перепису населення України, кількість мешканців сільської ради становила 1 052 особи.

## Склад ради
Рада складалась з 12 депутатів та голови.

## Керівний склад сільської ради
| ПІБ                        | Основні відомості | Дата обрання | Дата звільнення |
| -------------------------- | --- | ------------ | --------------- |
| Лисюк Григорій Миколайович | Сільський голова, 1970 року народження, освіта, член Соціал-демократичної партії України (об'єднаної)                    | 26.03.2006   | 31.10.2010      |
| Лисюк Григорій Миколайович | Сільський голова, 1970 року народження, освіта середня спеціальна, член Соціал-демократичної партії України (об'єднаної) | 31.10.2010   |                 |

Примітка: таблиця складена за даними джерела

## Історія
Створена 1923 року в складі сіл Зороків, Верболози, Вишпіль та Синявка Черняхівської волості Житомирського повіту Волинської губернії. 6 лютого 1928 року в с. Вишпіль утворено Вишпільську сільську раду. 11 квітня 1934 року, відповідно до постанови Київського облвиконкому «Про утворення Іванківської сільради Черняхівського району», с. Верболози включене до складу новоствореної Іванківської сільської ради Черняхівського району Київської області. Станом на 1 жовтня 1941 року с. Синявка не перебуває на обліку населених пунктів.
Станом на 1 вересня 1946 року сільська рада входила до складу Черняхівського району Житомирської області, на обліку в раді перебувало с. Зороків.
11 серпня 1954 року, внаслідок виконання указу Президії Верховної ради Української РСР «Про укрупнення сільських рад по Житомирській області», до складу ради приєднано села Верболози, Вишпіль та Іванків ліквідованих Вишпільської та Іванківської сільських рад Черняхівського району. 29 червня 1960 року, відповідно до рішення Житомирського облвиконкому № 683 «Про об'єднання деяких населених пунктів в районах області», с. Верболози об'єднане із с. Іванків.
На 1 січня 1972 року сільська рада входила до складу Черняхівського району Житомирської області, на обліку в раді перебували села Зороків, Вишпіль та Іванопіль.
Виключена з облікових даних 28 грудня 2016 року через об'єднання до складу Вільської сільської територіальної громади Черняхівського району Житомирської області.